# Себуимекер

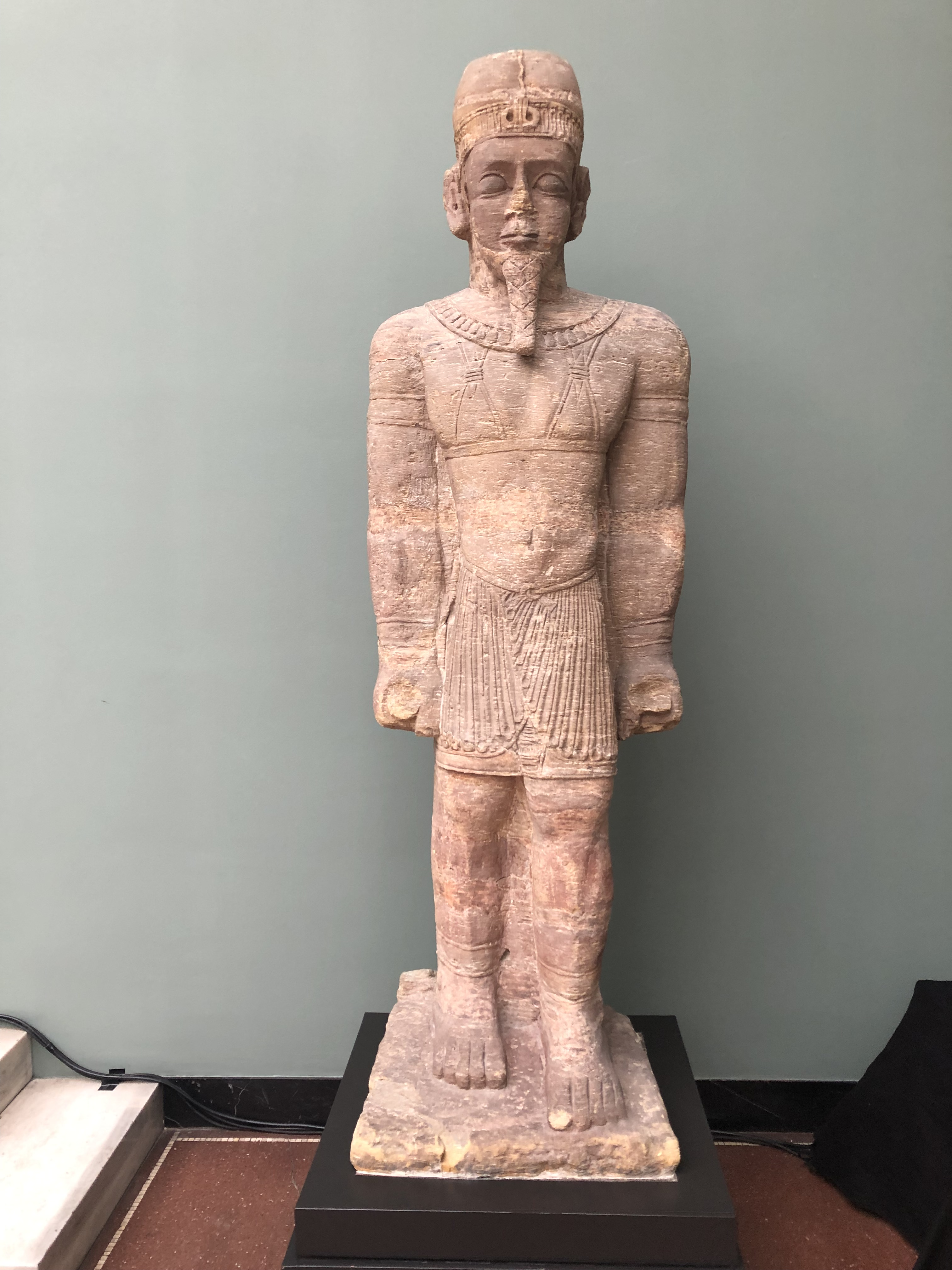
Себуимекер

Себуимекер (др. егип. Sbwjmkr) — бог-творец в мифологии древней Нубии.
Себуимекер был богом-творцом Мероитского царства, его называли «господином Мусавварата». Его партнёром был Аренснуфис. Вместе с Амоном и Аренснуфисом, они формировали божественную триаду.
Этого бога изображали в головном уборе пшент с уреем. Отличительным признаком этого бога были большие уши — признак особого величия. Также он носил божественную бороду.